# Salsola mirabilis
Salsola mirabilis är en amarantväxtart som beskrevs av Viktor Petrovitj Botjantsev. Salsola mirabilis ingår i släktet sodaörter, och familjen amarantväxter. Inga underarter finns listade i Catalogue of Life.